# Lil Boël
Lil Boël, née à Lisieux le 12 novembre 1900, où elle est décédée le 15 septembre 1982, est une poétesse, romancière, scénariste de cinéma et actrice française.

## Œuvres

### Livres
- Fosse commune des misères, poèmes, Guy Le Prat, 1942
- Cligne d'un, roman, Mont-Blanc, 1948

### Scénarios
- Plus de vacances pour le Bon Dieu, 1950

### Enregistrements phonographiques
- Lettre d'une détenue, 78 tours, PA2021 Pathé[2]

### Rôles au cinéma
- Le Village perdu de Christian Stengel, 1947 (La supérieure)

## Pour approfondir